# Sydslesvigdansk
Sydslesvigdansk eller sydslesvigsk er en dansk dialekt, der tales af danske sydslesvigere. Sydslesvigdansk er resultatet af sprogkontakt og den udbredte tosprogethed inden for det danske kultursamfund i Sydslesvig. Sydslesvigdansk indeholder blandt andet tyske citatgloser, hvor dansk ikke har et direkte tilsvarende udtryk og låneoversættelser fra tysk (sydslesvigisme). En pedel kaldes for eksempel for en husmester (fra tysk: Hausmeister, plattysk: Huusmeester). Også prosodien og syntaksen er påvirket af nordtysk talesprog. Syntaksen er kendetegnet ved en særlig placering af adverbielle led. Cirka 20.000 danske sydslesvigere har dansk som modersmål, den største del taler dansk som andetsprog. 
Tilsvarende danske påvirkninger af tysk talesprog findes i de plattyske dialekter i Sydslesvig og i blandingssproget petuh i Flensborg. Blandt tyske nordslesvigere findes derudover nordslesvigtysk. Sydslesvigdansk må ikke forveksles med sønderjysk, som blev talt i store dele af Sydslesvig indtil 1900-tallet (som angelmål eller fjoldemål), men nu kun forekommer i sognene langs grænsen mellem Flensborg og Nibøl.

## Eksempler
De anførte eksempler viser forskellige udtryk for sydslesvigsk, men kan ikke generaliseres for sydslesvigsk, da de udvalgte vendinger langt fra bruges blandt alle dansktalende sydslesvigere.
| Sydslesvigsk            | Rigsdansk                   | Nedertysk                     | Standardtysk               |
| ----------------------- | --------------------------- | ----------------------------- | -------------------------- |
| Strømudfald             | strømafbrydelse, strømsvigt | Stroomutfall                  | Stromausfall               |
| Kogerecept              | madopskrift                 | Kaakrezept, Kockrezept        | Kochrezept                 |
| Bilen springer ikke an. | Bilen vil ikke starte.      | Dat Auto springt nich an.     | Das Auto springt nicht an. |
| Husmester               | pedel, gårdmand, vicevært   | Huusmeester                   | Hausmeister                |
| Vi trækker om.          | Vi flytter.                 | Wi treckt üm.                 | Wir ziehen um.             |
| betræffende             | pågældende                  | angahnd                       | betreffende                |
| Opklæber                | mærkat                      | Opklever                      | Aufkleber                  |
| Lære det udvendig!      | Lær det udenad!             | Lehr dat utwennig/butenkopps! | Lern das auswendig!        |
| Blomster går ind.       | Blomster går ud.            | De Blööm/Blomen gaht in.      | Die Blumen gehen ein.      |
| Dør til!                | Luk døren!                  | Döör to!                      | Tür zu!                    |
| Vi leger i dynerne.     | Vi leger i klitterne.       | Wi speelt in de Dünen.        | Wir spielen in den Dünen.  |
| Taskeregner             | lommeregner                 | Taschenrekner                 | Taschenrechner             |
| Borgersti               | fortov                      | Börgerstieg, Footpadd         | Bürgersteig                |
| Regnskærm               | paraply                     | Regenscheerm, Paraplü         | Regenschirm                |
| At sove ind             | at falde i søvn             | inslapen                      | einschlafen                |
| også ikke               | heller ikke                 | ok nich                       | auch nicht                 |
| at pudse tænder         | at børste tænder            | Tään putzen                   | Zähne putzen               |
| at rejse sig sammen     | at tage sig sammen          | sik tosamenrieten             | sich zusammenreißen        |